# Дубенська районна рада
Ду́бенська райо́нна ра́да — орган місцевого самоврядування Дубенського району Рівненської області. Розміщення — м. Дубно.

## Склад ради

### VIII скликання
Загальний склад Дубенської районної ради восьмого скликання — 42 депутати. Фракційний склад ради: «Європейська солідарність» — 11, «Слуга народу» — 6, «Батьківщина» — 5, «За майбутнє» — 5, «Пропозиція» — 4, «Сила і честь» — 4, «Радикальна партія» — 4, «Свобода» — 3.

### Голова
Ковальов Віктор Андрійович — з 01 грудня 2020 року.

### VII скликання
Загальний склад ради: 34 депутати.
Виборчий бар'єр на місцевих виборах 2015 року подолали сім політичних партій, котрі утворили сім фракцій в районній раді.

#### Голова
Козак Олександр Володимирович — з 20 листопада 2015 року.